# 上海之夜
《上海之夜》是1984年上映的一部香港電影，為徐克电影工作室成立后制作的首部电影；由徐克執導，钟镇涛、张艾嘉、葉蒨文主演，黄霑操刀插曲。劇情讲述夜总会小丑出身的作曲家与歌女的爱情，充满浪漫怀旧的情调，是徐克的早期代表作之一。本片上映票房成绩理想，獲选为該年香港国际电影节十大最佳中文片，入圍第4屆香港電影金像獎九項提名，并获法国南特影展評審團特別獎（Special Jury Award） 。在2005年，獲香港電影金像獎協會票選為「最佳華語片一百部」之一。

## 情节
董国民/DO-RE-MI（钟镇涛饰）与阿叔（田青饰）本是夜总会的小丑，抗日战争爆发了，国民在爱国之心的激励下准备投军。在日本战机的轰炸声中，国民结識了年轻女子雪姐/舒珮琳（張艾嘉飾），他们约定战争打赢后在苏州桥底再见。十年过去了，国民返回上海寻找阿舒，可是只遇到桥底几个流浪老兵。
此时的阿舒已成为不夜城舞厅的一名舞女，常常要接触各种闲杂人等，一日在苏州桥上偶遇流落上海街头的凳仔/查小喬（葉蒨文饰），便将其安置在自己家中。她怎么都想不到，原来日夜等待的爱人此时与她同住在一栋楼。有一天阿舒因教训欺负她侍女（李丽珍饰）的流氓而被流氓的女友打入一装满肥皂泡的贝壳道具中，她作了一场即兴表演，被屠老闆看上，向她求婚，但被她拒绝。
凳仔误闯月历皇后选美，阴差阳错竟被出资赞助的富婆看中，得以当选。而国民写的歌《上海之夜》则被女歌星周小仙挑中，風行上海。一天下起大雨，国民与阿舒共用一把伞，回去后淋得湿透的阿舒到国民家中，不料被暗恋国民的凳仔撞见，引起误会。一日阿舒被人找麻烦，国民出手相救。
国民与阿叔上街替人作广告表演，却因阿舒分心，阿舒强行跳下汽车想见国民，因此腿部受伤。凳仔出席月历皇后酒会，被存心不良的阔佬灌醉，抬入客房欲给老板当“点心”。然而那个出资赞助的富婆误饮下了迷药的酒，栽到在客房床上，凳仔则滚落床下，当晚刚好停电，结果搞出一场尴尬。在这晚国民和阿舒收拾打碎的魚缸后，终于认出了对方。
然而阿舒得知凳仔喜欢国民后，决定偷偷离去，跟一曾向她求婚的經理（胡楓飾）去香港。国民、凳仔追至车站，最后时刻国民跳上了火车，与阿舒相聚。凳仔离开车站时遇到了一个长得酷似自己的新来女孩，向她道出祝福后消失在夜色中。

## 音樂
当年徐克听到黃霑写的《旧梦不須记》，颇有怀旧的感觉，便与他联系，请他创作了12段主旋律。他们彻夜讨论、選曲，还臨時找來叶蒨文試唱，请戴乐民来伴奏。

### 電影原聲帶
- 載體：黑膠唱片（LP582）、卡式錄音帶
- 電影用曲皆在專輯的A面，B面是林子祥、陳百強、詹永俊和林姍姍演唱的無關歌曲。
- 全碟填詞人：黃霑；編曲人：戴樂民

| A面  | A面            | A面    | A面    | A面  |
| 曲序 | 曲目           | 作曲   | 演唱者 | 时长 |
| ---- | -------------- | ------ | ------ | ---- |
| 1.   | 晚風           | 黃霑   | 葉蒨文 | 3:26 |
| 2.   | 天堂           | 黃霑   | 葉蒨文 | 1:44 |
| 3.   | 不夜城         | 黃霑   | 張艾嘉 | 2:05 |
| 4.   | 傾國傾城       | 王正宇 | 張艾嘉 | 2:54 |
| 5.   | 晚風（音樂版） | 黃霑   |        | 3:26 |

## 軼事
黄霑曾要求徐克减短一段有老鼠的戏，但被拒，最后的成品得到不错的效果。几个主演曾为该片提出意见，加入幽默的小段子。有些道具轮番出场，营造出理想的场景效果。

## 獎項
| 年份 | 頒獎典禮            | 獎項             | 名字                                        | 結果              |
| ---- | ------------------- | ---------------- | ------------------------------------------- | ----------------- |
| 1985 | 第4屆香港電影金像獎 | 最佳影片         |                                             | 提名              |
| 1985 | 第4屆香港電影金像獎 | 最佳導演         | 徐克                                        | 提名              |
| 1985 | 第4屆香港電影金像獎 | 最佳女演員       | 張艾嘉                                      | 提名              |
| 1985 | 第4屆香港電影金像獎 | 最佳女配角       | 李麗珍                                      | 提名              |
| 1985 | 第4屆香港電影金像獎 | 最佳新人         | 李麗珍                                      | 提名              |
| 1985 | 第4屆香港電影金像獎 | 最佳剪接         | 鄒小森                                      | 提名              |
| 1985 | 第4屆香港電影金像獎 | 最佳美術指導     | 歐陽興義                                    | 提名              |
| 1985 | 第4屆香港電影金像獎 | 最佳音樂         | 黃霑                                        | 提名              |
| 1985 | 第4屆香港電影金像獎 | 最佳電影歌曲     | 〈晚風〉 主唱：葉倩文 作曲：黃霑 填詞：黃霑 | 提名              |
| 1985 | 第4屆香港電影金像獎 | 十大華語片       |                                             | 獲獎              |
| 1985 | 第7屆法國南特影展   | 金熱氣球獎       |                                             | 提名              |
| 1985 | 第7屆法國南特影展   | 評審團特別獎     |                                             | 獲獎              |
| 2005 | 香港電影金像獎協會  | 最佳華語片一百部 |                                             | 獲獎 (第九十七名) |

## 外部連結
- 香港影庫上《上海之夜》的資料（繁體中文）
- 開眼電影網上《上海之夜》的資料（繁體中文）
- 豆瓣电影上《上海之夜》的資料 （简体中文）
- 时光网上《上海之夜》的資料（简体中文）
- AllMovie上《上海之夜》的资料（英文）
- 爛番茄上《上海之夜》的資料（英文）
- 互联网电影数据库（IMDb）上《上海之夜》的资料（英文）